# جمهورية دونيتسك الشعبية
جمهورية دونيتسك الشعبية (بالروسية: Донецкая народная республика)، هي جمهورية معلنة من طرف واحد في 7 أبريل 2014 من قِبل نحو 100 شخص معظمهم من الناشطين والمحتجين السياسيين الناطقين باللغة الروسية؛ وسيطروا مبنى الإدارة الإقليمية في مدينة دونيتسك جنوب شرقي أوكرانيا. أعلنت روسيا في 21 فبراير 2022 استقلال الجمهورية.
تعتبر أوكرانيا كلًا من جمهورية دونيتسك الشعبية وجمهورية لوغانسك الشعبية منظمتين إرهابيتين. تعتبرها أوكرانيا جزءًا من «الأراضي الأوكرانية المحتلة مؤقتًا» جراء التدخل العسكري الروسي، بالإضافة إلى جمهورية القرم ذاتية الحكم وسيفاستوبول. تقدر جمهورية دونيتسك الشعبية والحكومة الأوكرانية أن نحو مليوني شخص -أكثر من نصف إجمالي سكان أوبلاست دونيتسك- يعيشون في المناطق الخاضعة لسيطرة جمهورية دونيتسك الشعبية. رغم أن المتمردين لا يحكمون معظم منطقة أوبلاست دونيتسك من حيث المساحة، إذ يسيطرون فقط على 7,853 كيلومتر مربع (3,032 ميل مربع)، لكنهم يسيطرون على مدن رئيسية مثل دونيتسك (العاصمة) وماكيفكا وهورليفكا.
في 21 فبراير عام 2022، اعترفت روسيا رسميًا بجمهورية دونيتسك الشعبية وجمهورية لوغانسك الشعبية كدولتين مستقلتين، لتصبح بذلك أول دولة من أعضاء الأمم المتحدة تفعل ذلك. كانت روسيا قد اعترفت سابقًا بوثائق الهوية والدبلومات وشهادات الميلاد والزواج ولوحات تسجيل المركبات الصادرة عن جمهورية دونيتسك الشعبية منذ فبراير عام 2017. تعد كلتا الجمهوريتين في خضم الأزمة الروسية الأوكرانية 2021-2022.

## التاريخ
تقع جمهوريتا لوغانسك ودونيتسك الشعبيتان في منطقة دونباس التاريخية في شرق أوكرانيا. منذ استقلال أوكرانيا عن الاتحاد السوفيتي في عام 1991، صوتت كل من شرق وغرب أوكرانيا لمرشحين مختلفين في الانتخابات الرئاسية. انتُخب فيكتور يانوكوفيتش، وهو مواطن من دونيتسك، رئيسًا لأوكرانيا في عام 2010. قد يُعزى عدم رضا شرق أوكرانيا عن الحكومة إلى احتجاجات الميدان الأوروبي التي بدأت في نوفمبر عام 2013، بالإضافة إلى دعمه لروسيا، بسبب التوتر الناشئ في العلاقات الروسية الأوكرانية حول التوجه الجغرافي السياسي لأوكرانيا. أدت الإطاحة بالرئيس يانوكوفيتش في الثورة الأوكرانية عام 2014 إلى احتجاجات في شرق أوكرانيا، والتي تصاعدت تدريجيًا إلى نزاع مسلح بين الحكومة الأوكرانية المتشكلة حديثًا والميليشيات المحلية المسلحة. شهدت الاضطرابات الموالية لروسيا في أوكرانيا أعمال شغب واحتجاجات تصاعدت في النهاية إلى اقتحام المكاتب الحكومية.

### الأركان
في 6 أبريل عام 2014، حضر نحو 1000-2000 من المتمردين الموالين لروسيا مسيرة في دونيتسك للمناشدة بإجراء استفتاء حول استقلال شبه جزيرة القرم عن أوكرانيا. ادعت وسائل الإعلام الأوكرانية أن خيارات الاستفتاء يطغى عليها التحيز. بعد ذلك، اقتحم 200-1000 منشق الطابقين الأول والثاني من المقرات الحكومية للإدارة الحكومية الإقليمية وسيطروا عليها، وحطموا الأبواب والنوافذ. طالب المنشقون بإجراء استفتاء للانضمام إلى روسيا، وقالوا إنهم، بخلاف ذلك، سيتولون السيطرة من جانب واحد وسيرفضون الحكومة المنتخبة. عندما لم تُعقد الجلسة، أجرى المنشقون غير المنتخبين تصويتًا داخل مبنى الإدارة الحكومية الإقليمية وأيدوا بأغلبية ساحقة إعلان جمهورية دونيتسك الشعبية. وفقًا لوكالة إيتار تاس الروسية، تم التصويت على الإعلان من قبل بعض المشرعين الإقليميين، بينما زعمت وسائل الإعلام الأوكرانية أن لا مجلس مدينة دونيتسك ولا مجالس المقاطعات في المدينة أوفدوا أي ممثلين إلى الجلسة.
شملت القيادة السياسية بدايةً دينيس بوشيلين، الذي عين نفسه رئيسًا للحكومة، بينما تعين إيغور كاكيمزيانوف قائدًا لـ «جيش الشعب». أصبح فياتشيسلاف بونوماريف عمدة مدينة سلوفيانسك. عين الناشط الأوكراني الموالي لروسيا، بافيل غوباريف، وهو ناشط معادٍ للميدان وعضو سابق في مجموعة الوحدة الوطنية الروسية شبه العسكرية للنازيين الجدد في 1999-2001 وعضو سابق في الحزب الاشتراكي الأوكراني للشعبوية اليسارية، نفسه «حاكم الشعب» لمنطقة دونيتسك. أُلقي القبض عليه بتهمة الانشقاق والاستيلاء غير القانوني على السلطة ولكن أطلق سراحه في صفقة تبادل الرهائن. تعين أليكساندر بوروداي، وهو مواطن روسي ادعى مشاركته في الضم الروسي لشبه جزيرة القرم، رئيسًا للوزراء، بينما تعين إيغور جيركين وزيرًا للدفاع. في 6 أبريل، أعلن قادة المجموعة عن إجراء استفتاء حول ما إذا كان يجب على أوبلاست دونيتسك «الانضمام إلى الاتحاد الروسي»، «في موعد لا يتجاوز 11 مايو عام 2014». بالإضافة إلى ذلك، ناشد قادة المجموعة الرئيس الروسي فلاديمير بوتين بإرسال قوات حفظ السلام الروسية إلى المنطقة.

## الاعتراف والعلاقات الدولية
تعتبر جميع الدول الأعضاء في الأمم المتحدة، باستثناء روسيا وسوريا وكوريا الشمالية، الأراضي التي تسيطر عليها جمهورية دونيتسك الشعبية جزءًا رسميًا من أوكرانيا. أعربت نيكاراغوا وبيلاروس وفنزويلا عن دعمها للاعتراف الروسي باستقلال جمهورية دونيتسك الشعبية.
اعترفت كل من أوسيتيا الجنوبية وأبخازيا ، وهي دولة معترف بها دوليًا بشكل محدود ، بجمهورية دونيتسك الشعبية ككيان ذي سيادة بعد أن أعلنت استقلالها عن أوكرانيا في عام 2014 وعاصمتها دونيتسك. وقع برلمان كلا الكيانين بيان تعاون في 10 أبريل عام 2016.
رغم عدم ممارسة أي سيطرة مباشرة على أراضي جمهورية دونيتسك، أقرت الحكومة الأوكرانية «قانون الوضع الخاص لإقليم دونباس» في 16 سبتمبر عام 2014، والذي منح جزءًا من دونباس (إقليم جمهورية دونيتسك الشعبية وجمهورية لوغانسك الشعبية) مكانة خاصة داخل أوكرانيا.
اعترفت روسيا بجمهورية دونيتسك الشعبية في 21 فبراير عام 2022. في ذلك اليوم، وقع الرئيس الروسي فلاديمير بوتين أيضًا اتفاقيات حول الصداقة والتعاون والمساعدة مع جمهوريتي دونيتسك ولوهانسك الشعبيتين. كان مجلس الدوما الروسي قد وافق على مشروع قرار يطالبه بالاعتراف بكلتيهما في 15 فبراير. قبل ذلك، اعترفت روسيا بوثائق الهوية والدبلومات وشهادات الميلاد والزواج ولوحات تسجيل المركبات الصادرة عن جمهوريتي دونيتسك ولوغانسك الشعبيتين منذ 18 فبراير عام 2017. مكّن القرار الأشخاص الذين يعيشون في المناطق التي تسيطر عليها جمهورية دونيتسك الشعبية من السفر أو العمل أو الدراسة في روسيا. تم التوقيع على المرسوم «لحماية حقوق وحريات الإنسان» وفقًا «لمبادئ القانون الدولي الإنساني المعترف بها على نطاق واسع».

## الحكومة والسياسات
في أوائل أبريل عام 2014، تشكل مجلس شعب دونيتسك من المتظاهرين الذين احتلوا مبنى مجلس دونيتسك الإقليمي في 6 أبريل عام 2014. وصف نائب وزير دفاعه، فيودور بيريزين، نظام الحكم بأنه يهدف إلى بناء شيوعية عسكرية.
طُبقت الإدارة السليمة في أراضي جمهورية دونيتسك الشعبية من قبل تلك السلطات التي أدت هذه الوظائف قبل الحرب في دونباس. عينت قيادة جمهورية دونيتسك الشعبية رؤساء البلديات.
في 5 فبراير عام 2020، عيّن دينيس بوشيلين، بشكل غير متوقع، فلاديمير باشكوف، وهو مواطن روسي ونائب حاكم إقليم إركوتسك أوبلاست الروسي، «رئيسًا للحكومة». اعتُبر هذا التعيين في أوكرانيا دليلًا على سيطرة روسيا المباشرة على جمهورية دونيتسك الشعبية.